# General-Anzeiger (Sachsen-Anhalt)
Der General-Anzeiger ist ein kostenloses Anzeigenblatt mit eigener Redaktion, das im nördlichen Sachsen-Anhalt rund um Magdeburg (Hauptausgabe) sowie in Teilen der niedersächsischen Landkreise Goslar, Uelzen und Lüchow-Dannenberg (diese bilden zusammen mit der Hauptausgabe die Gesamtausgabe) erscheint.
Mit einer Auflage von über 641.797 Exemplaren am Wochenende und 501.378 Exemplaren am Mittwoch ist er in diesem Verbreitungsgebiet das auflagenstärkste Wochenblatt. Der General-Anzeiger erscheint zweimal pro Woche (mittwochs und am Wochenende) in 15 Lokalausgaben.
Herausgegeben wird er von der Magdeburger Verlags- und Druckhaus GmbH mit Sitz in Magdeburg (Hauptprodukt Volksstimme), die zur Bauer Media Group gehört.